# Memnonkolosse

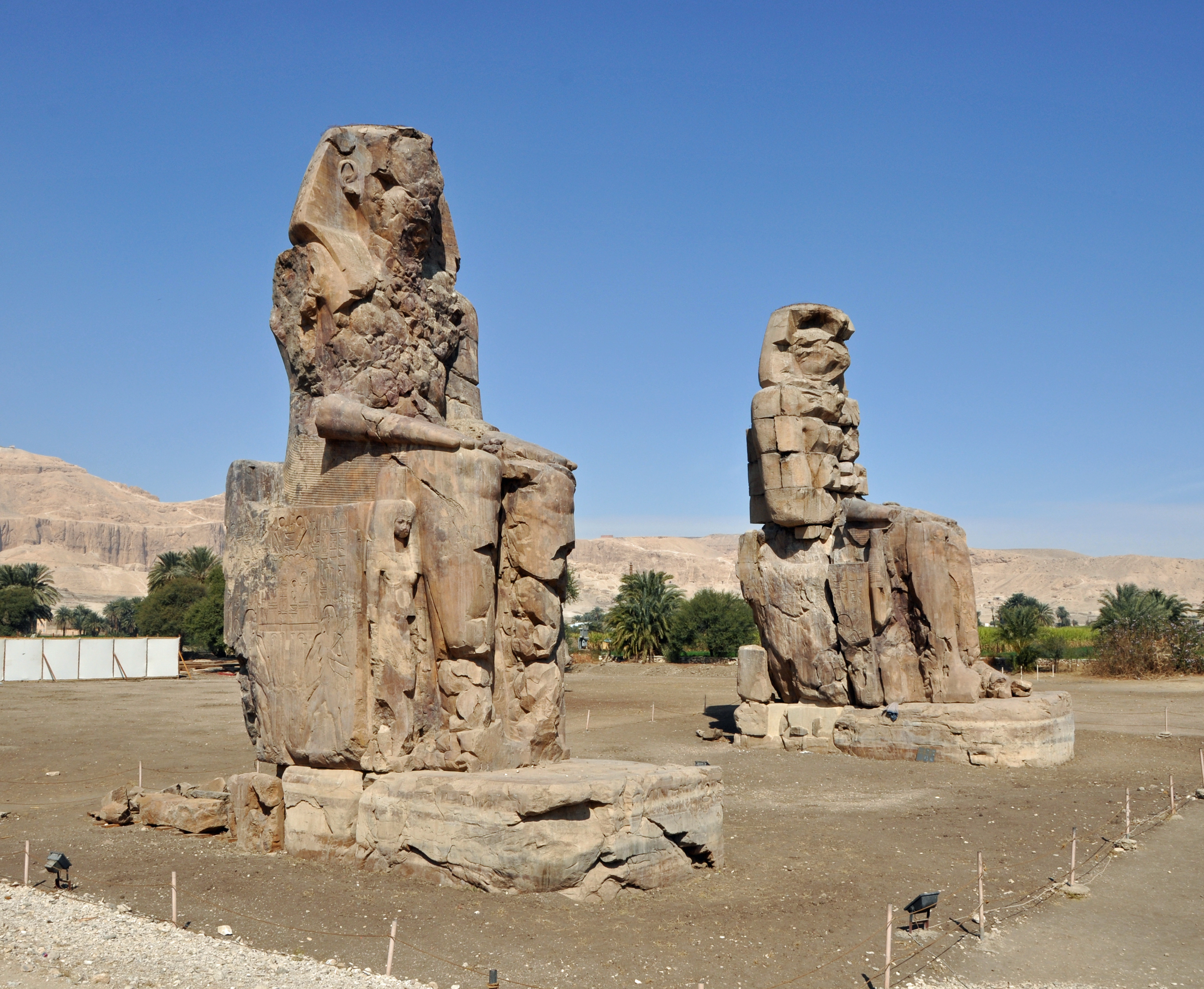
Memnonkolosse

Die Memnonkolosse (arabisch el-Colossat oder auch es-Salamat) sind zwei nebeneinander stehende altägyptische Kolossalstatuen aus dem 14. Jahrhundert v. Chr. Sie befinden sich im Niltal unweit des Tals der Könige (Bibân el-Molûk) in Theben-West. Die Statuen befanden sich in der Vergangenheit vor den Pylonen des Eingangs zum Tempel des Amenophis III. (ägyptisch Amenhotep III.), eines Pharaos der 18. Dynastie.

## Lage

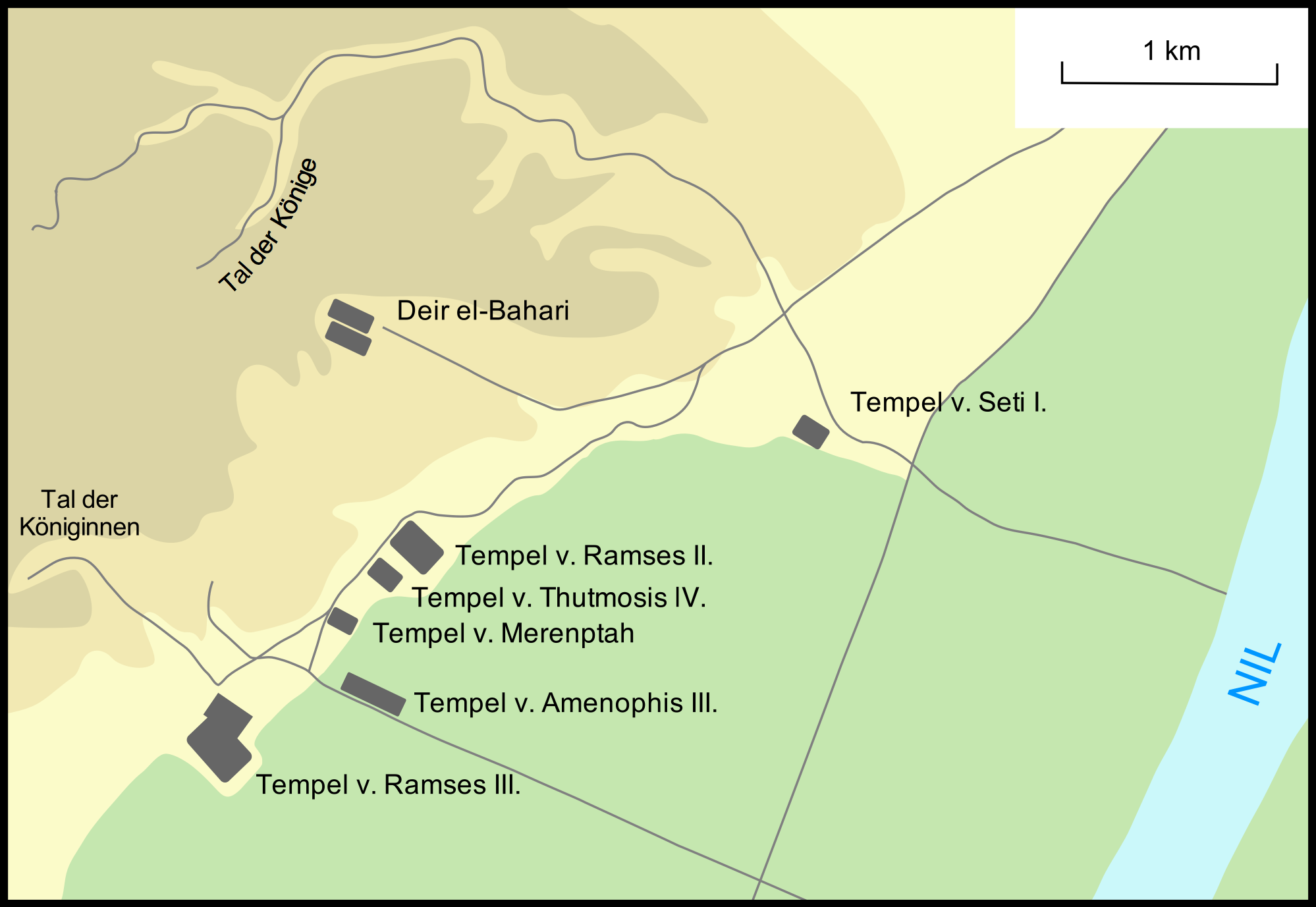
Standort des Tempels von Amenophis III.

Die Memnonkolosse, so benannt in griechisch-römischer Zeit nach Memnon, einem halbgöttlichen König der Äthiopier, stehen auf 77 Metern Meereshöhe westlich der Stadt Luxor, etwa drei Kilometer vom heutigen Westufer des Nils entfernt. Sie befinden sich direkt nördlich an der Straße zur Nekropole von Deir el-Bahari mit dem Totentempel der Hatschepsut und zum Tal der Königinnen (Bibân el-Harîm).

## Beschreibung
Die Quarzit-Statuen sind stark beschädigt. Sie stellen den König Amenophis III. dar, der auf einem Thron sitzt, mit den Händen auf den Knien. Er blickt Richtung Nil. Die Gesichtszüge des Pharao sind nicht mehr kenntlich. Auch die Kronen auf den Köpfen der Statuen fehlen, jedoch ist das Nemes-Kopftuch deutlich erkennbar.
In wesentlich kleinerem Maßstab sind beidseitig an den Beinen der Statuen aufrecht stehende Frauengestalten angeordnet, wobei die Figur am jeweils rechten Bein die Große königliche Gemahlin Amenophis des III. Teje und die an den linken Beinen seine Mutter Mutemwia darstellen. Von den vier Figuren ist die der Teje am rechten Bein der südlichen Statue am besten erhalten. Nur noch an den Füßen kenntlich sind die vormals zwischen den Beinen der Amenophis-Statuen angeordneten Figuren einer unbenannten Tochter des Pharao.
Die Seiten des Thrones sind geschmückt mit Gottesdarstellungen und ägyptischen Hieroglyphen. Zu erkennen sind zwei Darstellungen von Hapi, dem Gott der Nilüberschwemmung, wie er Lotospflanzen, als Symbol Oberägyptens, mit Papyrusstauden, dem Symbol Unterägyptens, zu einem geeinten Ägypten zusammenbindet. Die Inschriften bezeichnen den Steinbruch Gebel el-Ahmar am östlichen Nilufer bei Heliopolis nordöstlich von Kairo als Herkunft des Baumaterials. Eine Analyse des Materials der Memnonkolosse deutet jedoch darauf hin, dass das Quarzit-Gestein vom Gebel Gulab oder Gebel Tingar am westlichen Nilufer bei Assuan stammt.
Die Statuen sind einschließlich der Plattformen (Sockel), auf denen sie stehen, noch etwa 18 Meter hoch. Mit den Kronen betrug die Gesamthöhe beider Statuen ursprünglich 21 Meter. Die Füße der Statuen waren 2 Meter lang und 1 Meter breit.
Dimensionen der südlichen Statue:
- Maße des Sockels: 10,50 Meter × 5,50 Meter
- Sockelhöhe: 3,30 Meter (zur Hälfte in den Boden gedrückt)
- Höhe der Statue: 13,97 Meter
- Gesamthöhe: 17,27 Meter

Dimensionen der nördlichen Statue:
- Maße des Sockels: 10,50 Meter × 5,50 Meter
- Sockelhöhe: 3,60 Meter (zur Hälfte in den Boden gedrückt)
- Höhe der Statue: 14,76 Meter
- Gesamthöhe: 18,36 Meter

Bereits die Wissenschaftler und Ingenieure der Napoleon-Expedition versuchten das Gewicht der Kolosse zu bestimmen. Für die südliche Statue berechneten sie ein Volumen von 292 Kubikmetern und ein Gewicht von rund 750 Tonnen, für den dazugehörigen Sockel ein Volumen von 216 Kubikmetern und ein Gewicht von 556 Tonnen. Eine Untersuchung von 1971/72 berechnet dagegen das Volumen der südlichen Statue auf 271 Kubikmeter und ihr Gewicht auf 720 Tonnen (bei einer am Steinmaterial überprüften Dichte von 2,65). Die neuen Maßangaben für den südlichen Sockel führen zu einem Volumen von rund 190 Kubikmetern, bei gleicher Dichte ergibt dies ein Gewicht von rund 500 Tonnen für den südlichen Sockel.

## Geschichte

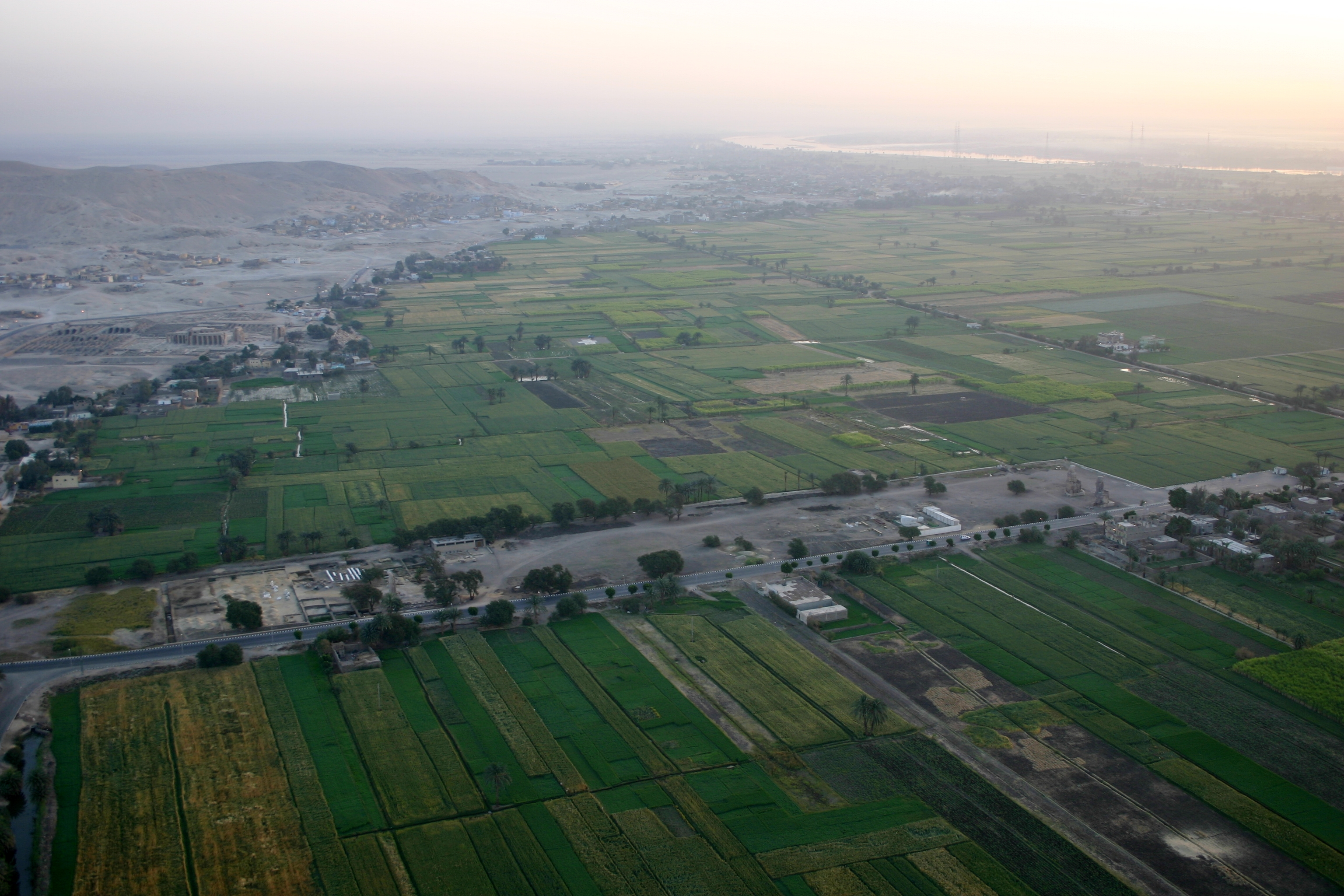
Fläche des ehemaligen Tempels mit den Memnonstatuen im Osten

Pharao Amenophis III., Vater des „Ketzerkönigs“ Echnaton, regierte das altägyptische Neue Reich in der ersten Hälfte des 14. vorchristlichen Jahrhunderts. Die ihn darstellenden Sitzfiguren der Memnonkolosse wurden 1379 v. Chr. an den Seiten des Eingangs seines Toten- und Gedenktempels in Theben errichtet, der sich westlich hinter den Statuen auf einer Fläche von ungefähr 700 Metern Länge und 550 Metern Breite erstreckte. Der Tempel war weitgehend aus Lehmziegeln errichtet, was seinen späteren schnellen Verfall beförderte. Nach Aufgabe der Instandhaltung lösten sich die Ziegel des in den Nilauen gelegenen Amenophis-Tempel durch die jährlich erfolgenden Überschwemmungen mehr und mehr auf. Haltbarere Teile der Tempelruine wurden von späteren Pharaonen für den Bau ihrer Totentempel verwendet.

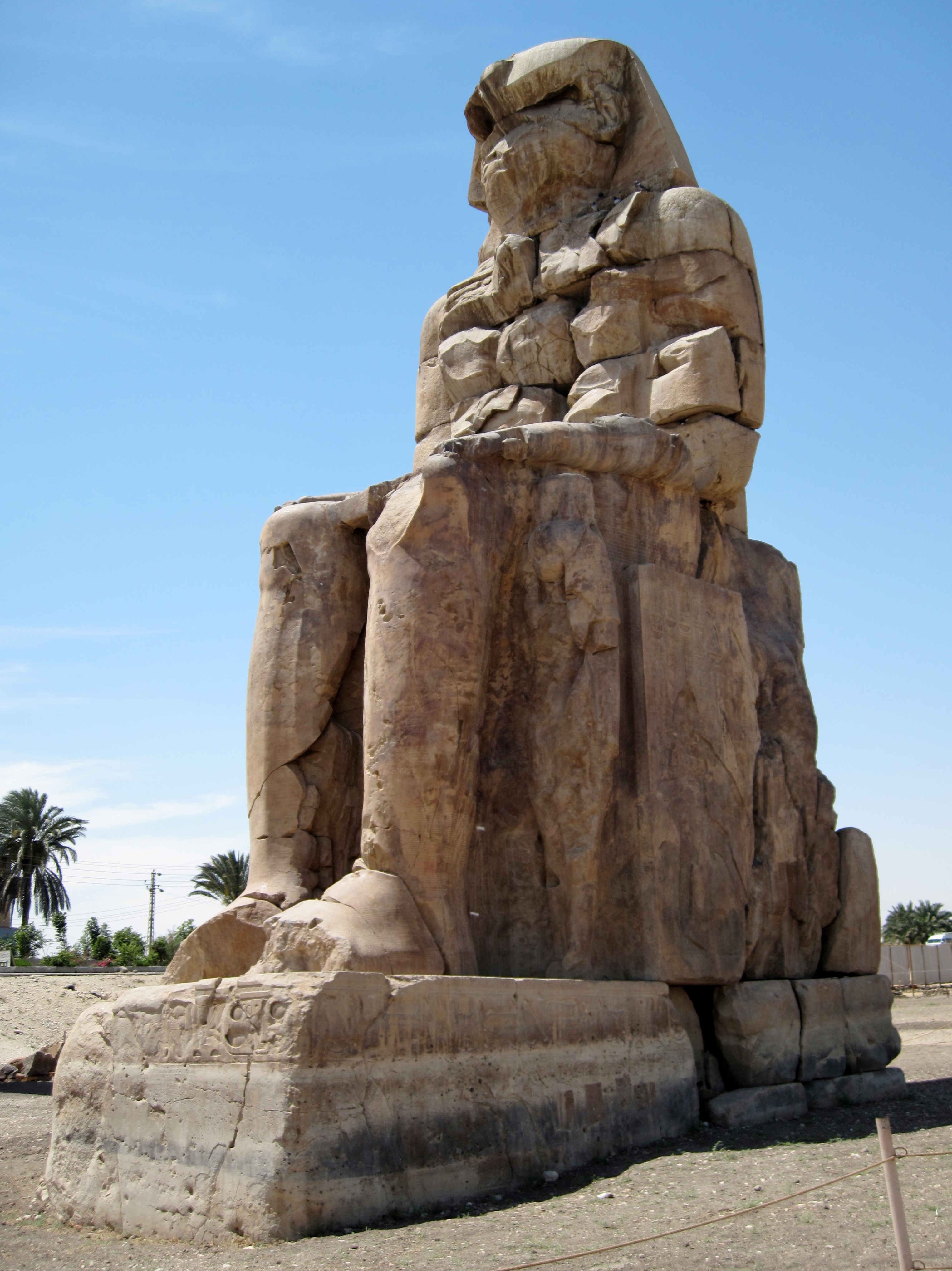
Nördliche Memnonstatue

Zur Regierungszeit des Pharao Merenptah, 1213 bis 1204 v. Chr., war der größte Teil des Tempels bereits zerstört beziehungsweise wurde von diesem für seinen eigenen Totentempel verwendet. So fand der Ägyptologe Flinders Petrie 1896 im nordwestlichen Tempel des Merenptah eine große Stele, auf der Amenophis III. die Statuen seines Tempels beschrieb. In makedonisch-griechischer Zeit ab 332 v. Chr., der Herrschaft der Ptolemäer über Ägypten, scheint der Totentempel Amenophis’ III. nicht mehr vorhanden gewesen zu sein. Die Sitzskulpturen wurden wie heute als einzeln stehende Kolossalstatuen wahrgenommen, deren eigentliche Bedeutung niemand mehr kannte. Über ihren damaligen Erhaltungszustand ist wenig überliefert.
Während die starken Beschädigungen der Statuen zum Teil dem Einfall des achämidischen Königs Kambyses II. in Ägypten 525 v. Chr. zugeschrieben werden, nehmen andere Quellen ein Erdbeben 27 v. Chr. als Ursache an, über das auch Strabon berichtete. Risse innerhalb der nördlichen Statue, ein größerer davon vom Kopf bis zur Taille des dargestellten Pharao, führten jeweils bei Sonnenaufgang zu sphärisch klingenden Tönen, die zur Namensgebung der Kolosse nach dem in der griechischen Mythologie vorkommenden äthiopischen König Memnon führten.

### Mythologische Bedeutung des Memnon
Memnon galt den Griechen als Sohn der „Göttin der Morgenröte“ Eos und Tithonos, dem Sohn des trojanischen Königs Laomedon. Als Memnon seinen Onkel Priamos, zu diesem Zeitpunkt König von Troja, im zehnten Jahr des Trojanischen Krieges mit einer großen Flotte unterstützte, wurde er vor den Toren Trojas durch den Griechen Achilleus getötet. Seine Mutter Eos entführte Memnons Leichnam nach Aithiopia und beweint ihn noch immer. Ihre Tränen, die jeden Morgen als Tau vom Himmel fallen, rührten den obersten olympischen Gott Zeus so sehr, dass er Memnon Unvergänglichkeit gewährte. Seitdem antwortet er morgendlich seiner Mutter Eos mit einem Klagelaut, wenn sie ihn mit den ersten Sonnenstrahlen streichelt, eine passende Assoziation zu den Geräuschen, die der rechten Statue der Memnonkolosse im oberägyptischen Theben jeden Tag bei Sonnenaufgang entwichen, deren Ursprung wahrscheinlich in Vibrationen der großen Bruchstelle des Kolosses beim schnellen Durchgang der nächtlichen Kälte durch die Erwärmung der ersten Sonnenstrahlen zu suchen sein dürfte. In älteren deutschen Texten findet sich für die tönende Statue der Ausdruck Memnonssäule kurz für Memnons Bildsäule.

### Bedeutung der Statuen

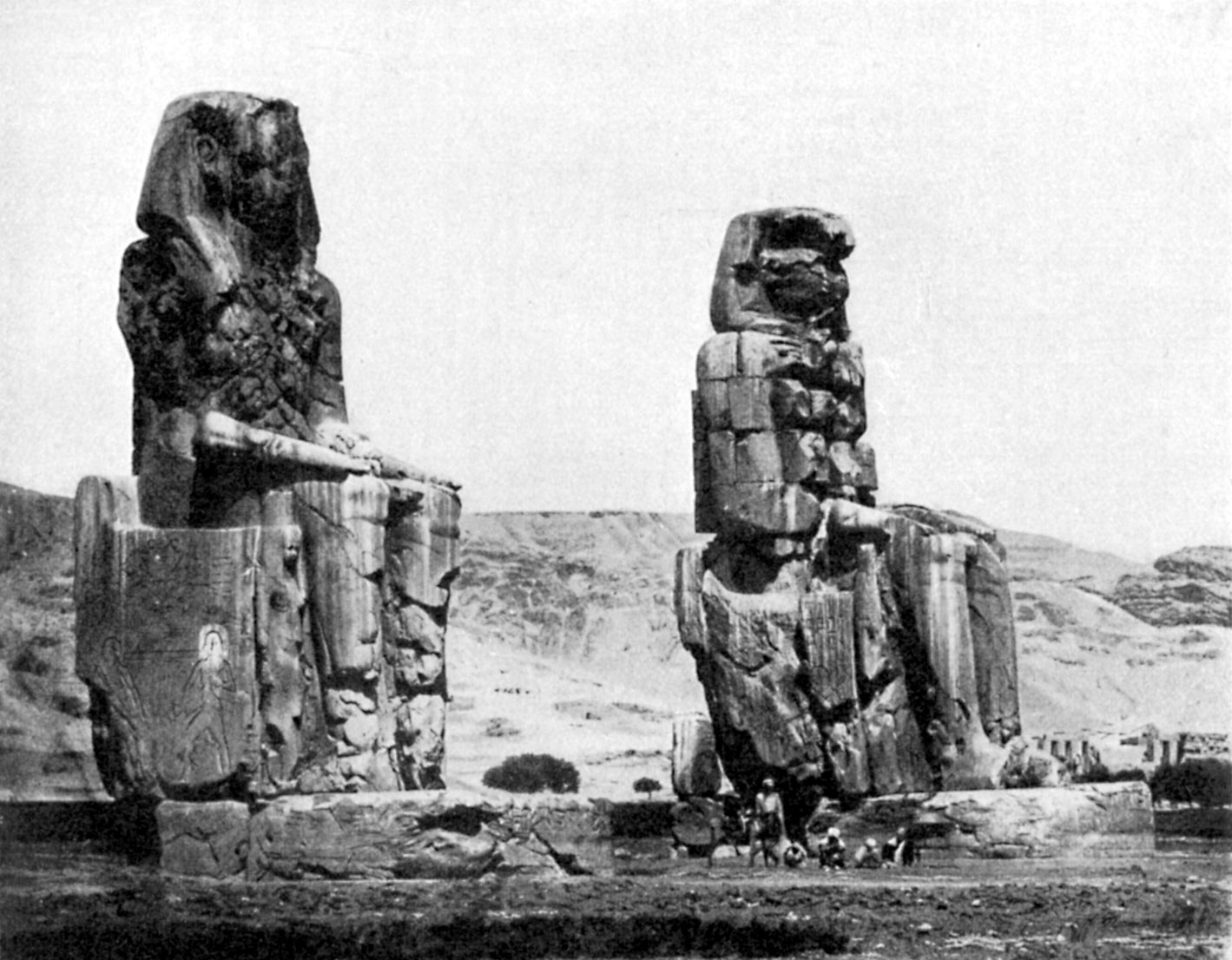
Die Memnonkolosse um 1900

Die Statuen waren ein beliebtes Ziel griechischer und römischer Reisender, da es Glück bringen sollte, den Klagelaut des Memnon zu hören. Im Jahr 92 n. Chr. ließ der Präfekt von Ägypten, Titus Petronius Secundus, eine Inschrift anbringen, die von dem Ereignis berichtet. Auch die Historiker Tacitus, Pausanias und Philostratos bezeugten das Phänomen. Der reisefreudige Kaiser Publius Aelius Hadrianus besuchte 130 n. Chr. mit seiner Gattin Vibia Sabina die Statuen, um das einmalige Hörereignis selbst zu erleben. An diesen Besuch erinnern die Gedichte der Iulia Balbilla.
An beiden Kolossen brachten Besucher hunderte griechische und lateinische Graffiti an. Eine Restaurierung der nördlichen Statue unter Kaiser Septimius Severus im Jahr 199 n. Chr. ließ die „Gesänge des Memnon“ verstummen. Überliefert hat sich der Name der Statuen als Memnonkolosse und des nach ihnen Memnonia genannten Gebietes für das gesamte westliche Theben.

## Jüngere Forschungsprojekte
In neuester Zeit wurden die Memnonkolosse vom Schmutz befreit, wobei Farbreste der Statuen freigelegt wurden. Die Ausgrabungen auf dem Gelände des Amenophis-Tempels erfolgen in Zusammenarbeit von Teams deutscher und ägyptischer Archäologen.